# Matteo Ciacci
Matteo Ciacci (Borgo Maggiore, 5 maggio 1990) è un politico sammarinese.
Attualmente ricopre la carica di Segretario di Stato al Territorio, Ambiente, Agricoltura e Rapporti con l’ A.A.S.L.P nella XXXI legislatura della Repubblica di San Marino.  

## Biografia
È stato fondatore del Movimento Civico10 di cui ha assunto il ruolo di Coordinatore dal 2013 al 2017.
Dal 2016 è membro del Consiglio Grande e Generale nelle liste del Movimento Civico10, del quale è risultato il più votato ed anche capogruppo consiliare. Inoltre, è stato anche membro del Consiglio dei XII.
Ciacci ha studiato Giurisprudenza all'Università degli Studi di Urbino.
Ha collaborato con diversi quotidiani sammarinesi ed è radiocronista presso radio San Marino oltre ad essere iscritto all’Associazione Stampa Sportiva.
Dal 1º aprile al 1º ottobre 2018 è Capitano Reggente in coppia con Stefano Palmieri. Al momento della sua elezione, è la persona più giovane al mondo a ricoprire il ruolo di capo di Stato.
Ricandidato alle elezioni dell’8 Dicembre 2019 viene rieletto in Consiglio Grande e Generale in Libera, lista che ricomprende il suo Movimento Civico10, risultandone il più votato.
Il 14 Novembre 2020 viene eletto per acclamazione, durante il Congresso Generale, primo Segretario politico di Libera - San Marino.
Nel 2024 alle elezioni politiche del 9 Giugno, viene rieletto in Consiglio Grande e Generale in Libera, risultandone ancora il più votato. Il 22 Luglio 2024 viene nominato Segretario di Stato al Territorio, Ambiente, Agricoltura e Rapporti con l’ A.A.S.L.P per la XXI Legislatura.      